# CMS (cabinet d'avocat)
Pour les articles homonymes, voir CMS.
CMS est un réseau de cabinet d’avocats international qui propose des prestations de conseil juridique et fiscal. Il conseille des entreprises sur des problématiques liées au droit des affaires. CMS compte 18 cabinets indépendants avec plus de 80 implantations réparties dans le monde. CMS Francis Lefebvre Avocats est un cabinet d'avocats d'affaires français créé en 1925 à Paris par Jacques et Roger Lefebvre.

## Le cabinet
En 1999, six cabinets d’avocats européens comptant 1 400 avocats et réalisant un chiffre d’affaires de près de 500 millions de marks allemands se regroupent pour former CMS. Sous la marque CMS qui fait tout d’abord l’objet de critiques, un « partenariat des partenariats » voit le jour,. Les cabinets membres conservent leur propre nom. Une société de prestations de services commune est fondée pour les membres, chargée des prestations de gestion et d’informatique.
Dans un premier temps, CMS réunit des cabinets d’Allemagne, des Pays-Bas, d’Autriche et du Royaume-Uni. Au cours des années 2000, d’autres cabinets de France, d’Italie, de Monaco, de Suisse et d’Espagne ainsi que d’autres pays rejoignent CMS,,,,. En 2008, le cabinet juridique ouvre un premier bureau commun en Russie. 
En décembre 2015, CMS Cameron McKenna, qui emploie alors 5 600 personnes, fusionne avec Dundas & Wilson, un cabinet d'avocat écossais qui employait environ 500 personnes,.
En octobre 2016, CMS Cameron McKenna annonce la fusion avec les cabinets d'avocats britannique Nabarro et Olswang pour créer une nouvelle entité ayant pour nom officiel CMS Cameron McKenna Nabarro Olswang, ayant 7 500 employés,,,,.
Le chiffre d’affaires total de CMS atteint pour la première fois environ un milliard d’euros,,. Entre-temps, des bureaux CMS en Amérique latine et en Afrique voient le jour,. CMS consolide ensuite l’intégration de ses cabinets membres.

## Forme juridique
CMS coordonne les activités de ses membres avec l’aide de CMS Legal Services EEIG (groupement européen d'intérêt économique). Cette société s’occupait dans un premier temps des tâches administratives. Au fil du temps, d’autres tâches lui ont été attribuées, celle du marketing par exemple. CMS Legal Services ne fournit aucune prestation de service juridique. Son financement est assuré par des contributions des cabinets membres qui restent juridiquement indépendants.
L’organe suprême de CMS est l’assemblée générale (CMS Council). Les affaires courantes de CMS sont entre les mains d’une équipe de trois personnes composée de Pierre-Sébastien Thill (Chairman), Duncan Weston (Executive Partner) et Isabel Scholes (Executive Director).

## Implantations
Début 2019, CMS compte 17 cabinets implantés dans onze pays européens, quatre pays sud-américains et deux pays africains. En plus de leur activité dans leur pays d’origine, les cabinets membres opèrent dans d’autres pays par le biais de succursales, de filiales et de cabinets associés ainsi que de bureaux et de représentations.
- Albiñana & Suárez de Lezo (Espagne)
- Adonnino Ascoli & Cavasola Scamoni (Italie)
- Cameron McKenna Nabarro Olswang (Royaume-Uni)
- Carey & Allende (Chili)
- Daly Inamdar (Kenya)
- DeBacker (Belgique)
- Derks Star Busmann (Pays-Bas)
- Francis Lefebvre (France)[35]
- Grau (Pérou)
- Hasche Sigle (Allemagne)
- Kluge (Norvège)
- Pasquier Ciulla Marquet & Pastor (Monaco)
- Reich-Rohrwig Hainz (Autriche)
- RM Partners (Afrique du Sud)
- Rodríguez-Azuero (Colombie)
- Rui Pena & Arnaut (Portugal)
- von Erlach Partners (Suisse)
- Woodhouse Lorente Ludlow (Mexique).